# 우크라이나 U-16 축구 국가대표팀
우크라이나 U-16 축구 국가대표팀(우크라이나어: Юнацька збірна України з футболу (U-16))은 우크라이나를 대표하는 16세 이하의 축구 국가대표팀으로, 우크라이나의 축구 관리 기관인 우크라이나 축구 협회의 관리를 받는다.